# Joan Garriga Doménech
 Juan de la Cruz Garriga Doménech, conocido como Joan Garriga (nacido en Barcelona en 1973), es un administrador de bienes y político español, portavoz del grupo parlamentario de Vox en el Parlamento de Cataluña.
Dirige un despacho profesional de administración de patrimonios y mediación y ha sido gerente de la Agrupación de Madres y Padres por la Libertad de Educación, coordinador de la plataforma Dret a escollir: Llibertat d’Ensenyament y secretario general del Fòrum Català de la Familia durante cinco años.

## Trayectoria política
Joan Garriga militó anteriormente en el Partido Popular de Cataluña y en la Plataforma per Catalunya, de la que fue candidato a la alcaldía de Moncada y Reixach en las elecciones municipales de España de 2015, antes de afiliarse a Vox en 2018.
En las elecciones al Parlamento de Cataluña de 2021 ocupó el tercer puesto de la candidatura de Vox en la Circunscripción electoral de Barcelona, resultando elegido diputado.

### Caso Isabel Lázaro Pina
En febrero de 2025 fue denunciado ante la Oficina Antifraude de Cataluña por la exdiputada de Vox Isabel Lázaro por un posible caso de malversación de fondos públicos contra Joan Garriga y su primo. La diputada acusó a Joan Garriga y a Ignacio Garriga tras no ser elegida nuevamente como candidata de VOX por Tarragona.
La Oficina Antifraude consideró que no había caso y archivó la causa.